# 吕秀芝
吕秀芝（1993年10月26日—）是中国竞走运动员，2012年第一次参加国际田联竞走世界杯就获得女子20公里第四名。参加2012年夏季奧林匹克運動會田徑女子20公里競走比賽，原本获得第六名，由于当时获得亚军的俄罗斯选手2016年3月因查处服用违禁药物被剥夺银牌，吕秀芝递补成为第五名。2019年，原本获得第五名，后递补成为第四名的俄罗斯选手因服用违禁药物被取消成绩，吕秀芝递补成为第四名。2022年3月21日，2012年伦敦奥运会女子20公里竞走冠军、俄罗斯选手叶连娜·拉什马诺娃因违规服用兴奋剂，被国际田联取消成绩，吕秀芝递补获得铜牌，相关递补颁奖仪式于2023年10月4日在杭州举行。
2015年8月28日，她在北京2015年世界田径锦标赛上夺得女子20公里竞走银牌。2016年8月19日，她以1小时28分42秒夺得里约奥运会女子20公里竞走铜牌。

## 外部連結
- 吕秀芝在的頁面